# Andrzej Brodowski
Andrzej Brodowski herbu Łada (zm. przed 5 marca 1652) – podsędek chełmski w 1647 roku, pisarz ziemski chełmski w latach 1624–1647.
Deputat z ziemi chełmskiej na Trybunał Główny Koronny w 1641/1642 roku. Był elektorem Jana II Kazimierza Wazy z województwa ruskiego w 1648 roku.